# Saint-Ciers-Champagne
Saint-Ciers-Champagne ist eine französische Gemeinde mit 388 Einwohnern (Stand 1. Januar 2022) im Département Charente-Maritime in der Region Nouvelle-Aquitaine (vor 2016 Poitou-Charentes); sie gehört zum Arrondissement Jonzac und zum Kanton Jonzac. Die Einwohner werden Saint-Ciriens genannt.

## Geographie
Saint-Ciers-Champagne liegt etwa 85 Kilometer nordnordöstlich von Bordeaux. Nachbargemeinden von Saint-Ciers-Champagne sind Brie-sous-Archiac im Norden, Guimps im Nordosten, Lamérac im Osten, Saint-Maigrin im Südosten und Süden, Saint-Germain-de-Vibrac im Südwesten, Meux im Westen sowie Allas-Champagne im Nordwesten.

## Bevölkerungsentwicklung
| Jahr                       | 1962 | 1968 | 1975 | 1982 | 1990 | 1999 | 2006 | 2019 |
| Einwohner                  | 568  | 501  | 406  | 382  | 375  | 367  | 363  | 397  |
| Quellen: Cassini und INSEE |      |      |      |      |      |      |      |      |

## Sehenswürdigkeiten
- Kirche Saint-Cyr aus dem 12. Jahrhundert, seit 1935 Monument historique

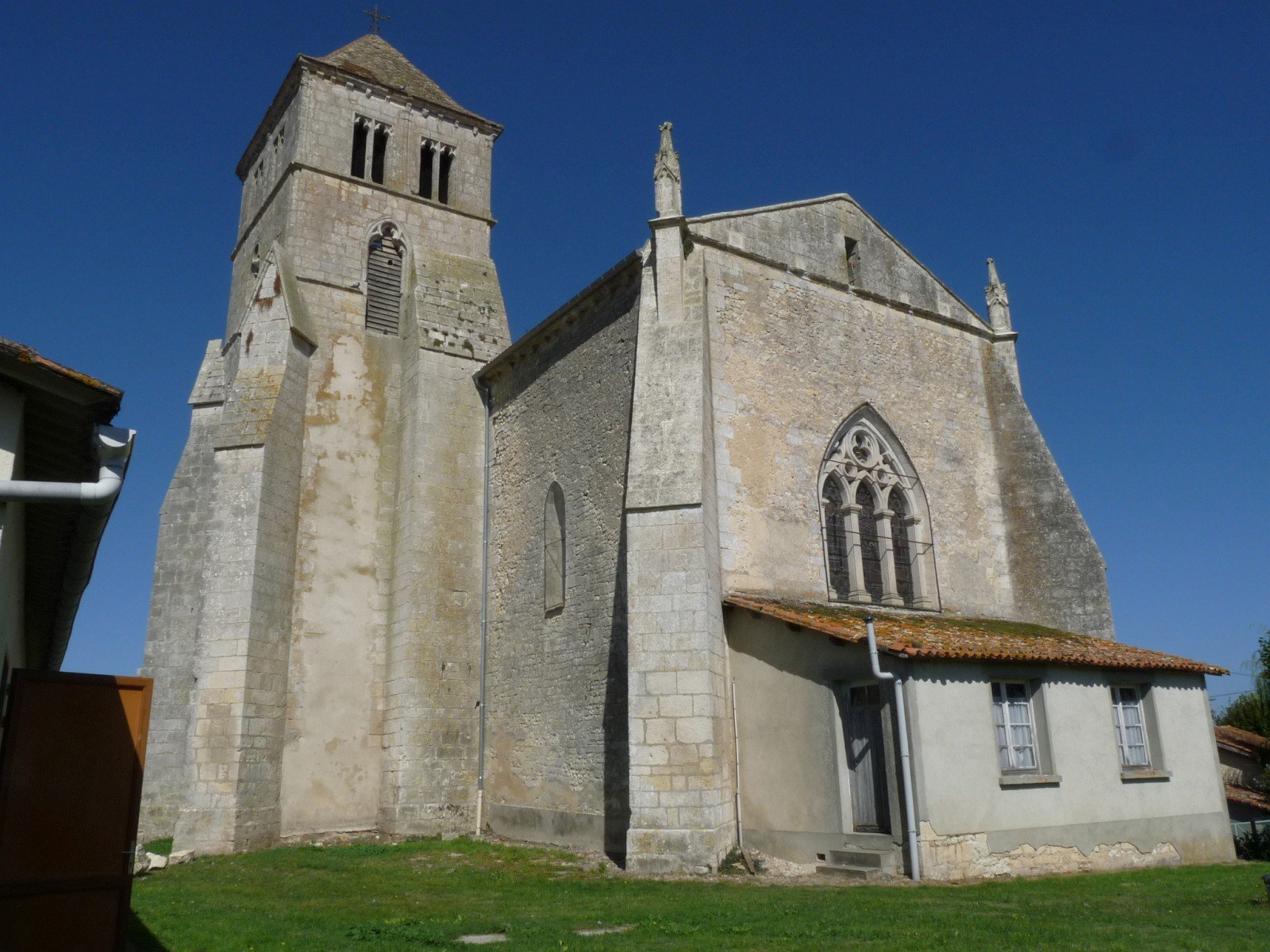
Kirche Saint-Cyr